# Tasuma
 (octobre 2020).
Si vous disposez d'ouvrages ou d'articles de référence ou si vous connaissez des sites web de qualité traitant du thème abordé ici, merci de compléter l'article en donnant les références utiles à sa vérifiabilité et en les liant à la section « Notes et références ».
 (octobre 2020).
- Si vous ne connaissez pas le sujet, laissez ce bandeau (vous pouvez alors contacter les auteurs).
- Si vous supprimez le contenu mis en cause (vous pouvez préalablement contacter les auteurs),

argumentez précisément cette suppression dans la page de discussion
(un manque de référence n'est pas un argument ; une recherche réelle de référence doit avoir été effectuée, être formellement documentée).
Pour plus de détails, voir Fiche technique et Distribution.
Tasuma est une comédie dramatique de 2004 dirigée, écrite et produite par Daniel Sanou Kollo  qui raconte l'histoire d'un vétéran de guerre burkinabé qui avait combattu pour la France à l'étranger et rentrait dans son village natal,. 

## Synopsie
Sogo (Mamadou Zerbo) est un vétéran battu par la guerre qui a combattu pour la France pendant la seconde guerre mondiale et les guerres d'Indochine . En raison de sa bravoure et de sa férocité au combat, Sogo a gagné le surnom de Tasuma (le feu) et ne craint personne, y compris les représentants du gouvernement. Il est également civilisé et généreux, et a promis aux femmes de son village un moulin à essence pour moudre leur millet avec la pension militaire qu'il a gagnée.  En rentrant à la maison dans son village d'enfance cependant Sogo se trouve incapable d'accéder à sa pension. Après de nombreuses années à se voir refuser l'argent qui lui revient, Sogo retourne dans son village avec une arme à la main.  Après avoir été envoyées en prison, les femmes du village se rassemblent pour que Sogo soit libérée.

## Thèmes
Bien qu'il s'agisse d'une comédie, le film contient le thème sérieux de milliers de soldats africains qui ont combattu pour la France dans les grandes guerres du XXIe siècle mais n'ont jamais reçu la reconnaissance ni le remboursement qu'ils méritaient.

## Accueil
Le film a été bien accueilli par la critique, avec des éloges en particulier pour la performance de Mamadou Zerbo dans le rôle de Sogo. Le critique de cinéma Dave Kehr a cependant noté que le réalisateur Sanou était très heureux de voir son film retombé sur les vieux tropes du cinéma africain tels que le thème folklorique et la mise en scène du noble village en opposition au monde extérieur corrompu.
Tasuma est sorti aux États-Unis en DVD en 2007 en double long-métrage avec un autre film burkinabé, Sia, le rêve du python.

## Fiche technique
Réalisateur : Daniel Kollo Sanou
Interprètes : Mamadou Zerbo Aï Keita, Noufou Ouedraogo, Serge Henri, Sonia Karen Sanou, Stanislas Sore, Safiatou Sanou, Khalil Raoul Besani
Scénariste : Kollo Daniel Sanou
Image : Nara Keo Kosal
Son : Claude Hivernon
Montage : Andrée Davanture
Musique originale : Cheick Tidiane Seck
Production : Les Films du Mogho, avec le soutien du ministère des Affaires étrangères

## Distribution
- Kenedougou Distribution / ArtMattan Productionsâ€š /

## Diffuser
Mamadou Zerbo (comme Sogo) 
Ali Keita 
Noufou Ouédraogo (comme Papa) 
Besani Raoul Kjalil 
Serges Henri 
Safiatou Sanou 
Sonia Karen Sanou 
Stanislas Soré 